# 不思議な恋人 (永田英二の曲)
「不思議な恋人」は、1971年11月5日に東芝レコードから発売された永田英二の6枚目のシングルである。

## 概要
ロサンゼルスでレコーディング
直 永田英二 名義のシングルが最後となり2年半後に八田英士 名義として活動となる。
2022年3月時点、未CD化。

## 収録曲
1. 不思議な恋人
作詞：リチャード・オリバー/訳詞：ちあき哲也/作曲:東海林修・編曲：鈴木邦彦
2. 大人は判ってくれない [3:15]
作詞：リチャード・オリバー/訳詞：ちあき哲也/作曲:東海林修・編曲：鈴木邦彦